# José María Castillo Sánchez
José María Castillo Sánchez (Puebla de Don Fadrique, 16 agosto 1929 – Granada, 12 novembre 2023) è stato uno scrittore e teologo spagnolo, membro della Compagnia di Gesù fino al 2007.

## Biografia
Nel 1946, a diciassette anni, entrò nel noviziato della Compagnia di Gesù, ma si ammalò e i medici ne consigliarono l'uscita. Nel 1947 entrò nel seminario di Guadix. Fu ordinato sacerdote nel dicembre del 1954, per imposizione delle mani del vescovo della diocesi di Guadix, Rafael Álvarez Lara. Oltre a esercitare il ministero di parroco in un comune della provincia di Granada, completò la licenza presso la facoltà di teologia di Granada (1955) ed entrò nuovamente nella Compagnia di Gesù nel 1956.
Nel 1962, pochi giorni prima dell'apertura del Concilio Vaticano II, si recò a Roma per completare il dottorato in teologia presso l'Università Gregoriana, dove difese la sua tesi di dottorato, intitolata La afectividad en los Ejercicios según Francisco Suárez, nel 1964. Da quel momento cominciò la sua attività formativa e didattica, prima a Cordova, con gli studenti gesuiti di discipline umanistiche, e successivamente a Granada, con i teologi, come professore di teologia dogmatica presso la facoltà di teologia, dal 1968. Contemporaneamente iniziò la vasta produzione teologica che lo ha caratterizzato, oltre a numerose conferenze, cicli di esercizi, incontri e corsi con il clero secolare, di cui per anni aveva fatto parte.
Gli anni Settanta sono segnati dal cambiamento nella vita di Castillo, a causa del Concilio Vaticano II (a cui partecipa come perito del cardinal Tarancón), del generalato di padre Pedro Arrupe (dal 1965), dei mutamenti sociopolitici che avvenivano in Spagna, del contatto con le giovani generazioni di gesuiti e di un'intensa attività di insegnamento. Iniziarono anche i suoi viaggi in America Latina, che sarebbero diventati una costante a partire dal 1988. La teologia di Castillo sarà un punto di riferimento nel decennio tra gli anni Sessanta e Settanta.
I cambiamenti nella gerarchia episcopale spagnola, con l'elezione del cardinale Ángel Suquía e del cardinale Antonio María Rouco, nella Conferenza episcopale spagnola, segnano un nuovo ciclo per Castillo, dal momento che si guarda con sospetto all'ortodossia della sua dottrina.
Nel 1980 José María Castillo fu allontanato dall'insegnamento nei corsi di laurea: così la sua attività di docente venne relegata ai corsi di licenciatura. Nel 1988 gli venne ritirata la venia docendi e fu destituido dall'incarico di professore dalla Facoltà di Teologia di Granada. La stessa sanzione ricadde su Juan Antonio Estrada, professore della stessa facoltà, e Benjamín Forcano, claretiano, direttore della rivista Misión Abierta. Al contrario, a partire da quel momento, Castillo venne chiamato a tenere i suoi corsi annualmente nell'Università Centroamericana «José Simeón Canne» (UCA El Salvador), dove è stato uno dei professori che hanno sostituito i gesuiti assassinati nel 1989.
Fu anche professore invitato presso l'Università Gregoriana di Roma, nell'Università Pontificia Comillas di Madrid e in diversi istituti teologici latinoamericani, soprattutto in Ecuador, Argentina, Paraguay e in paesi centroamericani.
Tempo dopo, nel 2007, lasciò la Compagnia di Gesù su propria richiesta («per salute mentale», secondo le sue stesse dichiarazioni) dopo aver lottato per più di venticinque anni con la censura ecclesiastica e gesuita, e aver sopportato numerosi conflitti con la gerarchia che lo additava come uno dei leader della contestazione nella Chiesa alla linea imposta da papa Giovanni Paolo II. Successivamente, oltre a proseguire con le sue pubblicazioni, si dedicò a coordinare, organizzare e impartire corsi, conferenze, congressi e seminari in Spagna, Italia e America Latina.
Il 3 agosto 2010 il comune di Puebla di Don Fadrique, dove era nato, lo nominò hijo predilecto. Il 13 maggio 2011 gli fu conferito il titolo di dottore honoris causa da parte dell'Università di Granada: si tratta dell'unico teologo spagnolo ad aver ricevuto tale onorificenza da parte di un'università pubblica spagnola nell'ultimo secolo. José María Castillo si distingue come uno dei teologi spagnoli con maggiore produzione e diffusione teologica. Molti dei suoi libri hanno avuto più di sei edizioni, oltre ad essere stati tradotti in altre lingue, specialmente in portoghese e in italiano.
Il 18 aprile 2017 Papa Francesco, invitando e ricevendo Castillo in Vaticano, dichiarò: “Leggo con grande piacere i suoi libri, che fanno molto bene alla gente".

## La produzione teologica
Per quello che riguarda la sua produzione teologica, bisogna sottolineare l'importanza raggiunta dalla sua teologia dei sacramenti, sia nella docenza che nelle pubblicazioni, già negli anni Sessanta, con libri come ¿Hacia dónde va el clero? (1971), La alternativa cristiana (1978) y Símbolos de libertad (1981). Sono gli anni dell'adesione di Castillo alle Comunità Cristiane Popolari, vicine alle comunità di base latinoamericane. Anche da qui nacquero i suoi noti Cuadernos de teología popular, che riuscirono a ottenere grande diffusione, grazie alla semplicità con cui spiegava argomenti teologici complessi rendendoli accessibili a tutti grazie al suo talento divulgativo. Tuttavia questi quaderni furono vietati dalla gerarchia episcopale. Verso la fine degli anni Settanta, Castillo è stato uno dei fondatori dell'Asociación de Teólogos Juan XXIII, il cui primo congresso di teologia si è tenuto nel 1981. Allo stesso periodo risalgono i suoi libri di spiritualità, sulla sequela di Cristo, sul progetto di Gesù, sulla preghiera e sull'esistenza cristiana, sul discernimento cristiano, ecc. È la tappa della lotta per essere fedele alle direttrici del concilio Vaticano II, in una chiesa che vive un pesante processo di involuzione e restaurazione della teologia preconciliare. La conseguenza inevitabile è stata una successione di conflitti con l'episcopato e di difficoltà per la pubblicazione dei suoi libri, che trovano grande opposizione nei mezzi tradizionali.
Negli anni 1980, ricevette l'appoggio istituzionale di diversi centri teologici dell'America Latina e, dal 1989, dell'Università Centroamericana (UCA) di El Salvador. Castillo sviluppa un'intensa riflessione sulla teologia del concilio e sulla teologia della liberazione, in opere come: Teologia para comunidades (1990), Los pobres y la teología. ¿Qué queda de la teología de la liberación? (1997). Il suo interesse si sposta intorno alla cristologia e alla discussione su Dio, con ampi riferimenti al regno di Dio, all'umanità di Dio, all'umanità di Gesù e alla laicità del vangelo, che sono le temariche di cui si è occupato negli ultimi tempi.
Hanno avuto grande diffusione anche i suoi Comentarios al evangelio diario, pubblicati per i tre cicli liturgici, l'ultimo dei qual è stato La religión de Jesús (2021). La diffusa traduzione delle sue opere in italiano ha fatto sì che, negli ultimi anni, si sia frequentemente recato in Italia per tenere cicli di conferenze che hanno avuto la funzione di complemento dei suoi libri, dei suoi articoli e dei suoi incontri. Fino agli ultimi giorni mantenne una grande attività sia di insegnamento che di pubblicazione. Buona parte della sua biografia è stata narrata da Castillo stesso nel capitolo «Mi itinerario teológico», en Juan Bosch Navarro (ed.), Panorama de la teología española (Estella, EVD, 1999, pp. 181–198).

## Alcune posizioni teologiche
- Dichiara che esiste una doppia morale: una molto esigente in cui ci si riferisce al sesto comandamento, e una morale molto tollerante in cui ci si riferisce a tutto quello che riguarda il denaro.
- Dichiara che il fatto religioso è un fenomeno che storicamente e culturalmente ha un'importanza sufficiente affinché gli studenti lo conoscano. Si potrebbero sostituire le lezioni di religione confessionale con lezioni di storia delle religioni.
- Sostiene che si dovrebbero poter ordinare persone sposate e donne.
- Considera che debba cessare la legge del celibato ecclesiastico.
- Sostiene che bisogna ottenere una maggiore partecipazione dei credenti nel governo della Chiesa.
- La Chiesa deve aggiornare la sua morale, raccogliere i nuovi apporti delle scienze umane e accettare che ci siano leggi statali che non si adeguino a nessuna morale religiosa.
- La Chiesa Cattolica ha favorito maggiormente i movimenti e le correnti conservatori piuttosto che i gruppi progressisti. Questo è accaduto, almeno, dal pontificato di Giovanni Paolo II.
- La Chiesa punisce ancora i teologi, censura libri, condanna principi e valori come l'emancipazione della donna, altre forme di sessualità e la legalizzazione del divorzio.
- La Chiesa ha paura della secolarizzazione e della laicità.
- Aumenta il numero di persone che si sentono cattolici, ma che vivono ai margini dell'istituzione ecclesiastica e delle sue dottrine.
- I vescovi hanno creato una frattura da quando si sono messi decisamente dalla parte di un settore della Chiesa e hanno emarginato altri cristiani.
- È necessario il dialogo del cristianesimo con le altre religioni, e ripensare la presenza del divino, del trascendente o del soprannaturale nell'umano. Nella sua opera L'umanità di Dio (2013) vengono esposte alcune delle sue riflessioni teologiche centrate sulla persona umana di Gesù di Nazaret.
- La relazione dell'essere umano con Dio non si verifica solamente attraverso la fede, bensì mediante l'etica al servizio della misericordia.
- Il centro del cristianesimo è Gesù, non è il divino, bensì l'umano.

## Opere
- Dio e la nostra felicità (Dios y nuestra felicidad, 2001), Assisi, Cittadella, 2008 ISBN 978-88-308-0929-1
- Fuori dalle righe: il comportamento del Cristo (La ética de Cristo, 2005), Assisi, Cittadella, 2010 ISBN 978-88-308-1061-7
- La Chiesa e i diritti umani (La Iglesia y los derechos humanos, 2007), S. Pietro in Cariano, Gabrielli editori, 2009 ISBN 978-88-6099-081-5
- Vittime del peccato (Víctimas del pecado, 2004), Roma, Fazi, 2012 ISBN 978-88-6411-570-2
- L'umanizzazione di Dio: saggio di cristologia (La humanización de Dios. Ensayo de cristología, 2010), Bologna, EDB, 2019 ISBN 978-88-10-41242-8
- Simboli di libertà: analisi teologica dei sacramenti (Símbolos de libertad: teología de los sacramentos, 1980) Assisi, Cittadella, 1983
- La laicità del Vangelo (La laicitad del Evangelio, 2014) Molfetta, La Meridiana, 2016 ISBN 978-88-6153-524-4
- I poveri e la teologia: vita, libertà, utopia nella teologia del terzo millennio (Los pobres y la teología. ¿Qué queda de la teología de la liberación?, 1997), Assisi, Cittadella, 2002 ISBN 88-308-0735-4
- L'umanità di Dio (La humanidad de Dios, 2013) Molfetta, La Meridiana, 2014 ISBN 978-88-6153-390-5
- L'umanità di Gesù (La humanindad de Jesús, 2016), Molfetta, La Meridiana, 2018 ISBN 978-88-6153-656-2